# همه می‌میرند
همه می‌میرند (به فرانسوی: Tous les hommes sont mortels) رمانی است از سیمون دو بووار، فیلسوف اگزیستانسیالیست و فمینیست، که در سال ۱۹۴۶ چاپ شد.
رمان، داستان مردی به نام رایموندو فوسکا را نقل می‌کند که نفرین شده‌است برای همیشه زنده باشد.
فیلمی با همین نام نیز بر اساس این رمان توسط Ate de Jong در سال ۱۹۵۵ ساخته شده‌است.
این کتاب به قلم مهدی سحابی در سال ۱۳۶۲ به زبان فارسی ترجمه شده‌است.
بخشی از ترجمه کتاب به زبان فارسی: «و مرگ عزیز، مرگی که زیبایی گل‌ها از اوست، شیرینی جوانی از اوست، مرگی که به کار و کردار انسان، به سخاوت و بی‌باکی و جان‌فشانی و از خودگذشتگی او معنا می‌دهد، مرگی که همهٔ ارزش زندگی بسته به اوست.»